# جون نوتال
جون نوتال (بالإنجليزية: John Nuttall) هو عداء مسافات طويلة بريطاني، ولد في 11 يناير 1967 في برستون في المملكة المتحدة.

## وصلات خارجية
- جون نوتال على موقع الاتحاد الدولي لألعاب القوى (الإنجليزية)
- جون نوتال على موقع أوليمبيديا (الإنجليزية)
- جون نوتال على موقع اللجنة الأولمبية البريطانية (الإنجليزية)
- جون نوتال على موقع اتحاد ألعاب الكومنولث (مؤرشف) (الإنجليزية)